# بطولة العالم للدراجات على المضمار 1912
بطولة العالم للدراجات على المضمار 1912 هي الدورة ال20 من بطولة العالم للدراجات على المضمار، أجريت في نيوآرك (نيو جيرسي)، الولايات المتحدة. أُقيمت البطولة في الفترة من 30 أغسطس إلى 4 سبتمبر 1912، وتضمنت ثلاث مسابقات للرجال، اثنتان للمحترفين وواحدة للهواة.

## النتائج النهائية
| المسابقة                              | ذهبية                 | فضية                | برونزية               |
| ------------------------------------- | --------------------- | ------------------- | --------------------- |
| الرجال                                |                       |                     |                       |
| السرعة الفردية                        | فرانك لوي كرامر (USA) | Alfred Grenda (AUS) | André Perchicot (FRA) |
| سباق مطاردة الدراجة النارية للهواة    |                       |                     |                       |
| سباق مطاردة الدراجة النارية للمحترفين | جورج وايلي (USA)      | إلمر كولينز (USA)   | جيمس هنري موران (USA) |